# Apistogramma borellii
Apistogramma borellii és una espècie de peix de la família dels cíclids i de l'ordre dels perciformes que es troba a Sud-amèrica: riu Paraguai i el tram inferior del riu Paranà al seu pas per l'Argentina.
Els mascles poden assolir els 3,9 cm de longitud total.